# Trolejbusy w Bernie
Trolejbusy w Bernie − system komunikacji trolejbusowej działający w szwajcarskim mieście Berno.

## Historia
Pierwszą linię trolejbusową na trasie z Bärengraben do Schloßhalde o długości 4,2 km uruchomiono 29 października 1940. 22 stycznia 1941 wydłużono ją do Hauptbahnhof. Kolejny raz - 5 lipca do Bumpliz. W latach 50. XX w. została przedłużona do Länggasse. W pierwszej połowie lat 70. XX w. trzy linie autobusowe zostały zastąpione przez trzy nowe - trolejbusowe. Pierwszą z nich o nr 14. uruchomiono 27 października 1974. Do 1975 uruchomiono kolejne dwie:
- 15 kwietnia 1975 - linia nr 20
- 28 lipca 1975 - linia nr 13

18 maja 1977 uruchomiono linię nr 11. W latach 2006−2007 zlikwidowano linie 13 i 14, które zostały zastąpione przez nowe - tramwajowe.

## Linie
Obecnie po likwidacji linii nr 13 i 14 w Bernie istnieją 3 linie trolejbusowe:
- 11: Güterbahnhof - Hauptbahnhof - Neufeld P+R
- 12: Länggasse - Hauptbahnhof - Zentrum Paul Klee
- 20: Bahnhof - Wankdorf Bahnhof

## Tabor
Początkowo linię obsługiwało 17 krótkich trolejbusów. W 1972 dostarczono ich 26. W 1985 dołączono 5 trolejbusów przegubowych. W latach 1996−2000 - 20 niskopodłogowych trolejbusów. W tym samym czasie zostały wycofane starsze trolejbusy z 1961. Nowe wyprodukowało konsorcjum składające się z firm NAW, (Nutzfahrzeuggesellschaft Arbon & Wetzikon AG, Arbon), Carosserie Hess AG from Bellach oraz z niemieckiej Kiepe. W latach 2003 i 2006 wycofano trolejbusy FBW. Obecnie tabor składa się z 20 trolejbusów NAW/Hess/Kiepe GN.